# Powódź w Poznaniu (1736)
Powódź w Poznaniu w 1736 – powódź, która nawiedziła Poznań w dniach 9-13 lipca 1736 (kulminacja w dniach 9-11 lipca). Była największą powodzią w dziejach miasta.

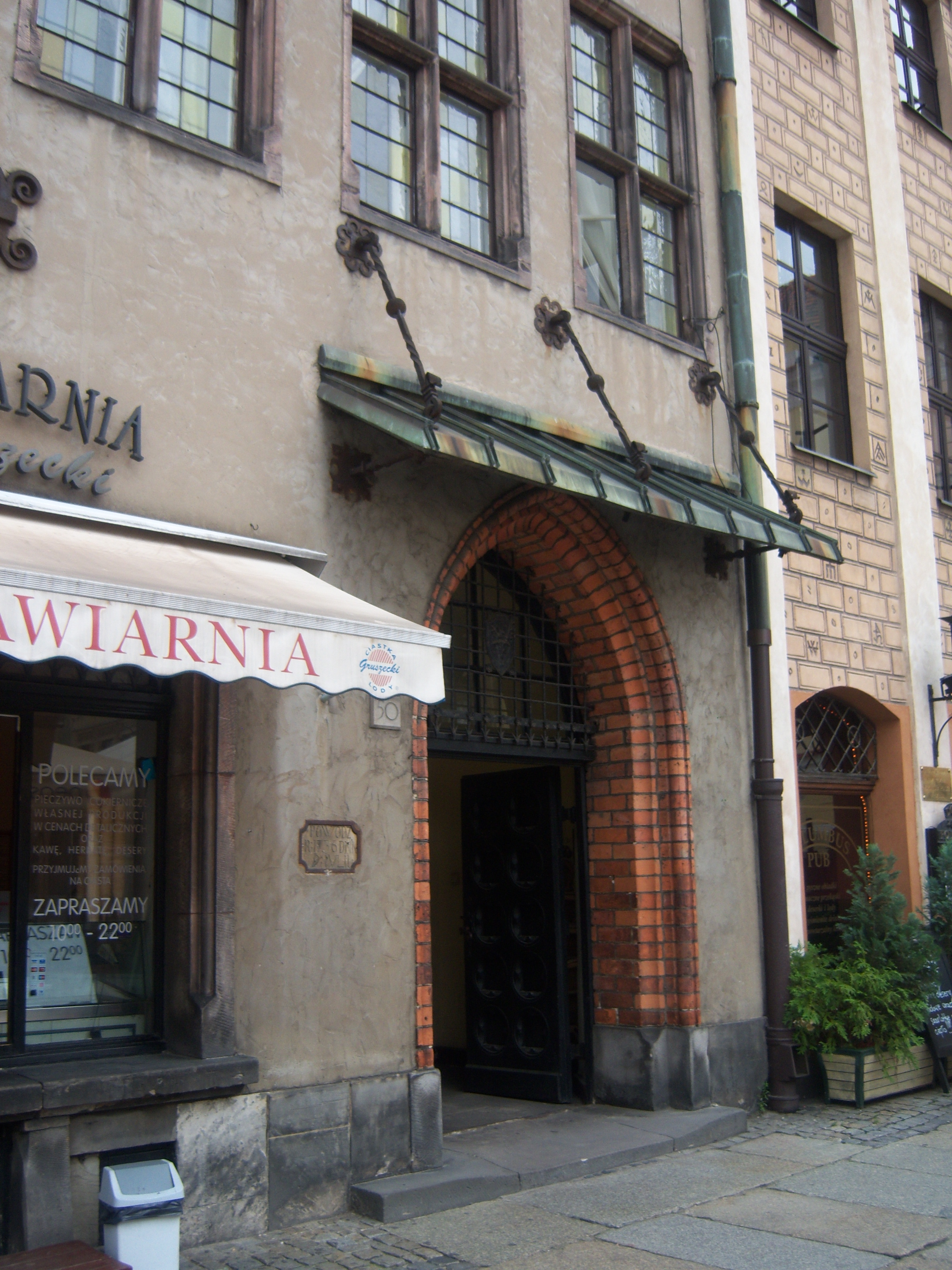
Stary Rynek 50 (widoczna tabliczka)

Powódź wystąpiła na skutek ulewnych deszczów padających w początkach lipca. Woda z Warty zalała prawie całe Stare Miasto - możliwość poruszania się po ulicach istniała wyłącznie łodziami i czółnami. Woda naruszyła konstrukcję lub zrujnowała większą część substancji miejskiej i zerwała osiem mostów na Warcie i jej kanałach. Poważnie naruszone zostały obwarowania miejskie. Woda toczyła porwane nurtem młyny, pomosty, fragmenty budynków, drzewa i śmieci. W katedrze woda podeszła na wysokość ambony. Również fara zalana była do poziomu ołtarza. Woda wdarła się do ratusza na wysokość sieni. Jedyne czynne wyjście z miasta prowadziło przez Bramę Wrocławską (dopuszczono też ruch przez furtkę przy zamku). Za Bramą Wroniecką, na suchym placu, zorganizowano targ w szałasach, gdzie można było handlować produktami żywnościowymi. W mieście rodziły się legendy - np. o tym, że to morze podeszło pod Poznań lub, że rybacy widzieli syreny morskie pławiące się w wodzie. Rzeka zaczęła znacząco opadać po 13 lipca, ale był to początek epidemii licznych chorób związanych ze skażeniem wód i ziemi. Woda w obrębie miasta nie nadawała się do spożycia, nawet do gotowania. Poschły w większości pozalewane drzewa owocowe, zagładzie uległo też wiele upraw warzywnych. 
Klęska poprzedzona była rozruchami na Chwaliszewie, które miały miejsce 1 lipca, kiedy to kanonicy katedralni wraz z ludnością Chwaliszewa (uzbrojeni w broń palną i siekiery), chcieli w nocy zniszczyć umocnienia (gać) nad Wartą. Władze miejskie wysłały w ten rejon garnizon wojskowy, co zakończyło się wymianą ognia - oddano około 90 strzałów (nikt nie zginął, ale wielu Chwaliszewian odniosło rany). Wału nie zburzono, jednak dokonała tego kilka dni później powódź. 
Wydarzenie upamiętnia tabliczka z zaznaczonym poziomem wody na elewacji kamienicy przy Starym Rynku 50.